# Finsteraarhorn
Finsteraarhorn är det högsta bergstoppen i Bernalperna i Schweiz. Berget ligger på gränsen mellan kantonerna Bern och Valais, 8 kilometer väster om Jungfraujoch. Berget tillhör UNESCO-världsarvsområdet Jungfrau-Aletsch.

## Geografi
Finsteraarhorn är den högsta toppen i kantonen Bern. Sekundärfaktorn, alltså avståndet till närmaste lika höga terrängpunkt (Nadelhorn), är 51.6 kilometer. Klimatet är alpin tundra.

### Geologi
Finsteraarhorn ingår i Aarmassivet, som består av autoktont material. Bergarten är amfibolit

### Tillgänglighet
Berget ligger otillgängligt. Den vanligaste utgångspunkten är fjällstationen Finsteraarhornhütte, 3048 meter över havet, vilken bara nås över glaciärer, exempelvis från Jungfraujoch via Aletschgletscher.

## Första bestigning
Den 16 augusti 1812 bestegs berget av en grupp ledd av Rodolfo Meyer, men det är oklart om de nådde toppen. 
Den första väldokumenterade toppbestigningen gjordes den 10 augusti 1829 av Jakob Leuthold und Johann Währen i en grupp organiserad av den schweiziske geologen Franz Joseph Hugi.